# Suippe
Pour les articles homonymes, voir Suippe (homonymie).
La Suippe est une rivière française des départements de la Marne et de l'Aisne, dans les deux régions Grand Est et Hauts-de-France, qui se jette dans l'Aisne en rive gauche et un sous-affluent de la Seine, par l'Oise.

## Géographie

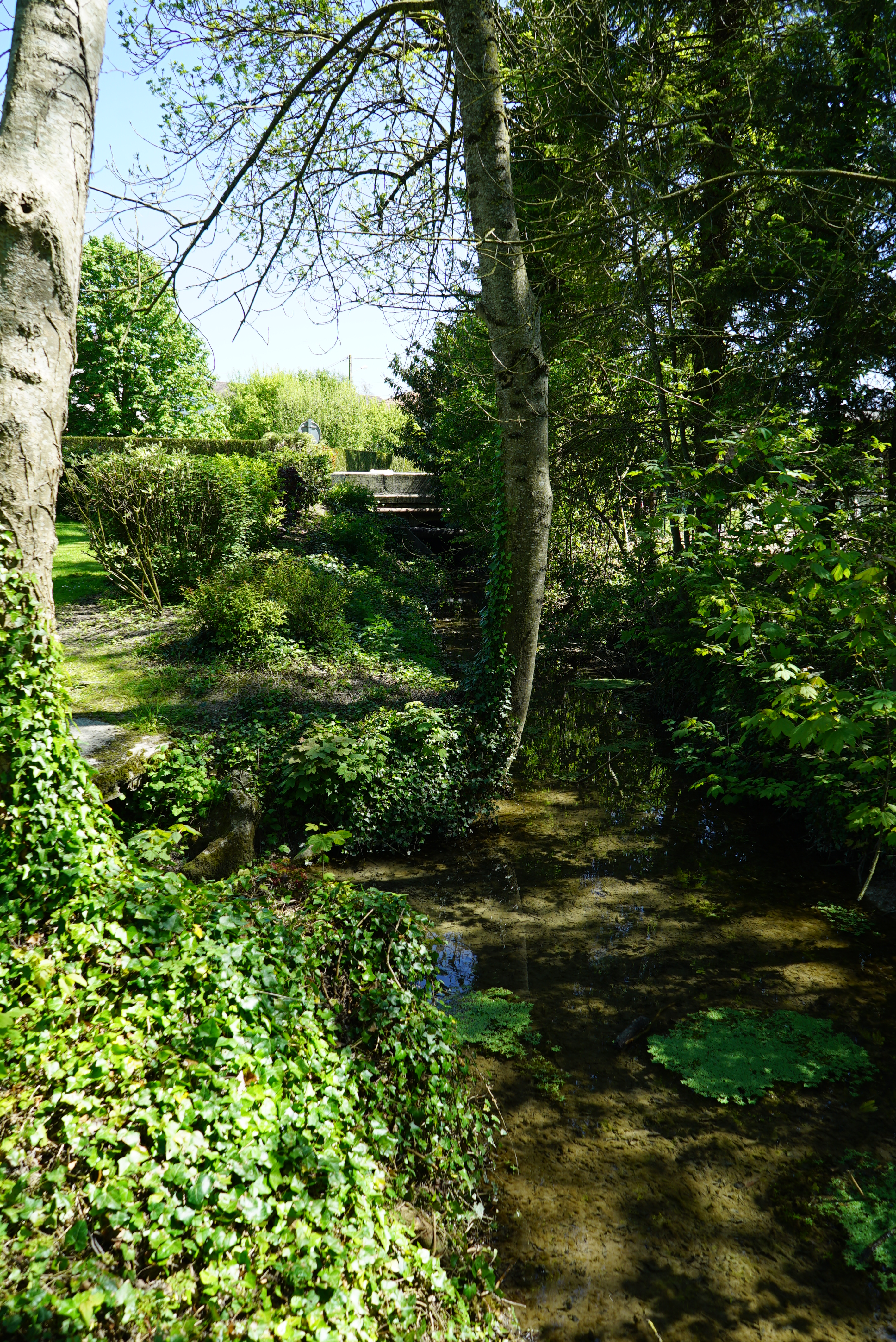
Sa source.

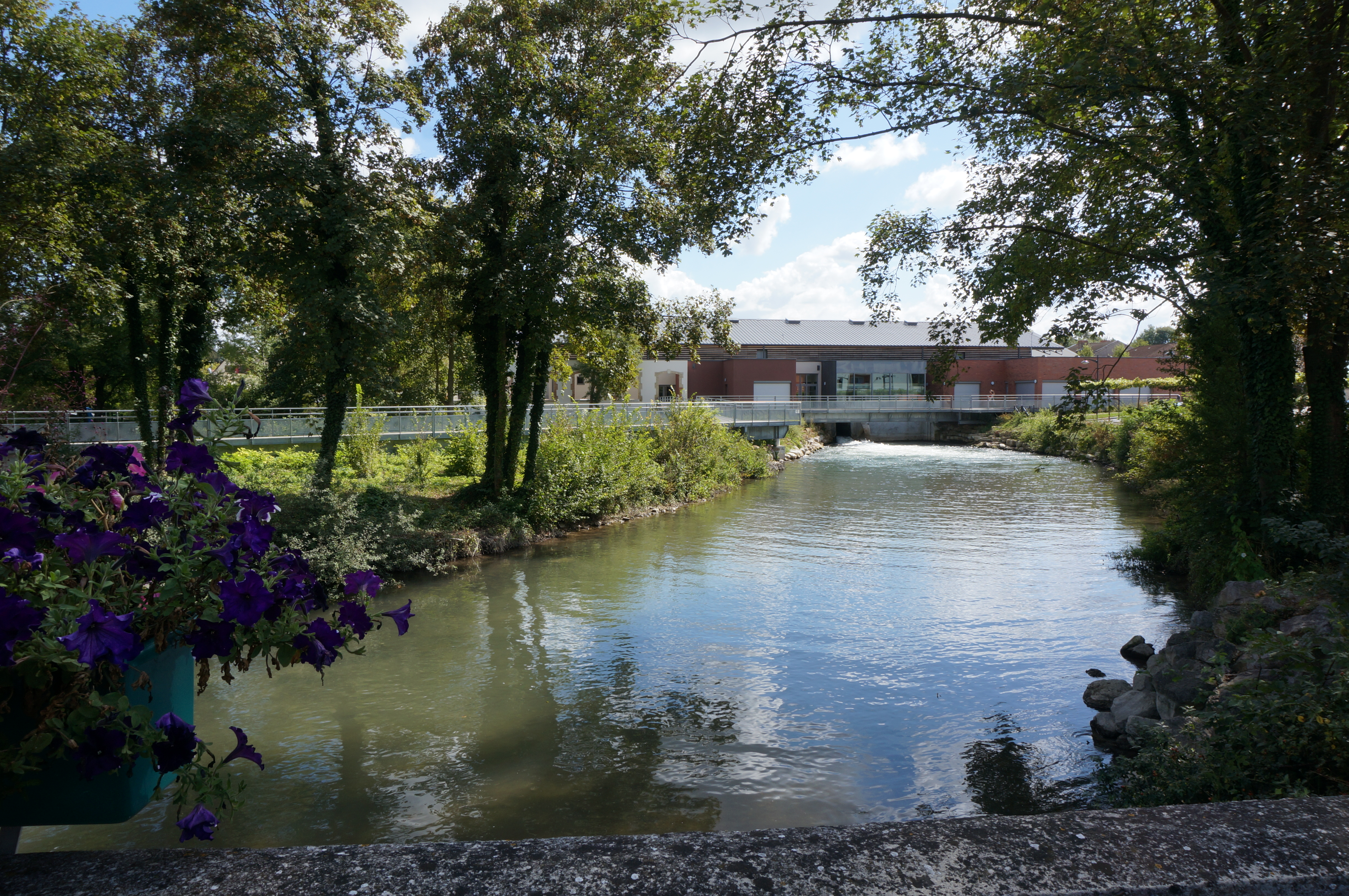
La Filature la Suippe à Bazancourt.

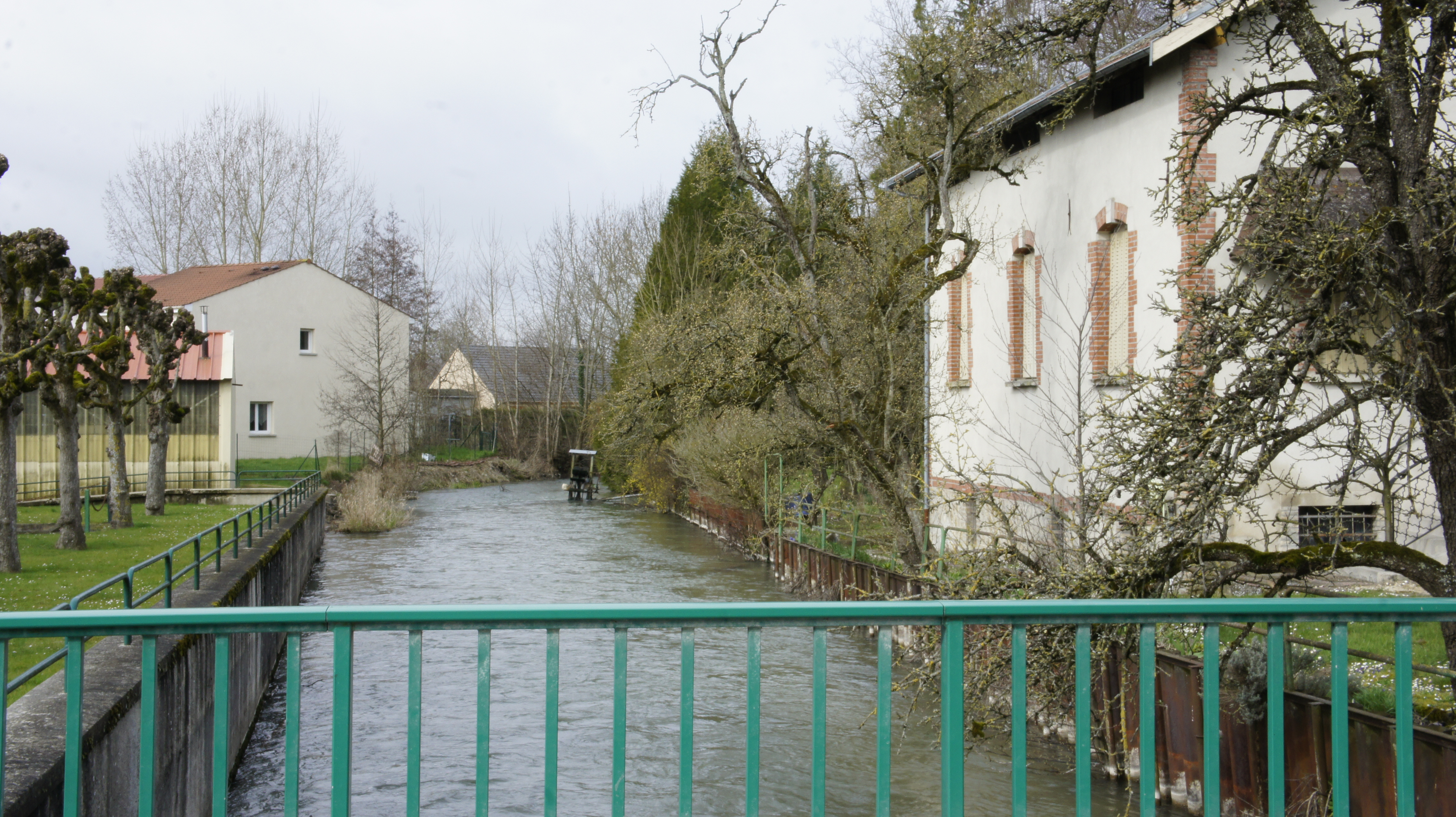
La Suippe à Bétheniville.

La Suippe a sa source à Somme-Suippe dans le département de la Marne à 135 m d'altitude. Son cours est de 82 km selon le SANDRE ou 93 km selon l'organisme gestionnaire.
Elle se jette dans l'Aisne en rive gauche, à Condé-sur-Suippe, à 51 m d'altitude, après avoir traversé le canal latéral de l'Aisne, à l'écluse de Condé, et donc à proximité de la sucrerie de Condé-sur-Suippe, au croisement donc du canal, de la voie de chemin de fer Laon-Reims, de la route départementale D 62.

### Communes traversées
Dans les deux départements de l'Aisne et de la Marne, la Suippe traverse vingt-sept communes, :
Dans la Marne :
Somme-Suippe, Suippes, Jonchery-sur-Suippe, Saint-Hilaire-le-Grand, Aubérive, Vaudesincourt, Dontrien, Saint-Martin-l'Heureux, Saint-Hilaire-le-Petit, Bétheniville, Pontfaverger-Moronvilliers, Selles, Saint-Masmes, Heutrégiville, Warmeriville, Isles-sur-Suippe, Bazancourt, Boult-sur-Suippe, Saint-Étienne-sur-Suippe, Bourgogne, Auménancourt.
Dans l'Aisne :
Orainville, Bertricourt, Variscourt, Aguilcourt, Condé-sur-Suippe.

## Hydronomie
Le nom de la rivière est attesté sous les formes Supia vers 650 , Suppia début du XIe siècle , Summa Soppia en 1050 , Sopia en 1100 et en 1110 , Suipe en 1130, dérivé du nom grec Soppia, déesse de la sagesse, à qui est vouée la source de la Suippe.

## Toponymes
La Suippe a donné son hydronyme à sept communes : Somme-Suippe, Suippes, Jonchery-sur-Suippe, Isles-sur-Suippe, Boult-sur-Suippe, Saint-Étienne-sur-Suippe, Condé-sur-Suippe, ainsi qu'aux communautés de communes de la Vallée de la Suippe et des Rives de la Suippe voisines et situées toutes deux dans la Marne.

## Bassin versant
La Suippe traverse les quatre zones hydrographiques suivantes « La Suippe de sa source au confluent de l'Arnes (inclus) », « L'Aisne du confluent de la Retourne (exclu) au confluent de la Suippe (exclu) », « L'Aisne du confluent de la Suippe (exclu) au confluent de la Loivre (exclu) », « La Suippe du confluent de l'Arnes (exclu) au confluent de l'Aisne (exclu) ».

### Organisme gestionnaire
L'organisme gestionnaire est l'EPTB SIABAVES ou Syndicat intercommunal d’aménagement des bassins Aisne Vesle Suippe  sis à Reims.

## Affluents
La Suippe a dix-huit tronçons affluents référencés dont quatre bras et six s'appellent aussi la Suippe ce qui ferait donc environ huit affluents :
- L'Ain[8] (rd[note 2]), 8,9 km sur trois communes et qui conflue à Saint-Hilaire-le-Grand
- La Py[9] (rd), 14,9 km sur cinq communes et qui conflue à Dontrien - avec un bras -
- L'Arnes[10] (rd), 12,4 km sur cinq communes et qui conflue à Bétheniville avec un affluent l'Arnelles.

### Rang de Strahler
Le rang de Strahler est donc de trois.

## Hydrologie

### La Suippe à Orainville
Le débit moyen annuel de la Suippe, calculé sur 39 ans (1968-2006) à Orainville (tout près de son confluent avec l'Aisne), est de 4,34 m3/s pour une surface de bassin de 802 km2 soit 96 % du bassin total de 837 km2.
Le débit de la rivière est assez régulier sauf cas exceptionnels et présente des fluctuations saisonnières de débit peu marquées, avec des hautes eaux de 6,42 à 7,38 m3/s, de février à mai inclus, et un étiage confortable de fin d'été-automne avec baisse du débit moyen mensuel jusqu'à 1,86 m3/s en septembre et 1,89 m3/s en octobre, ce qui reste relativement abondant.

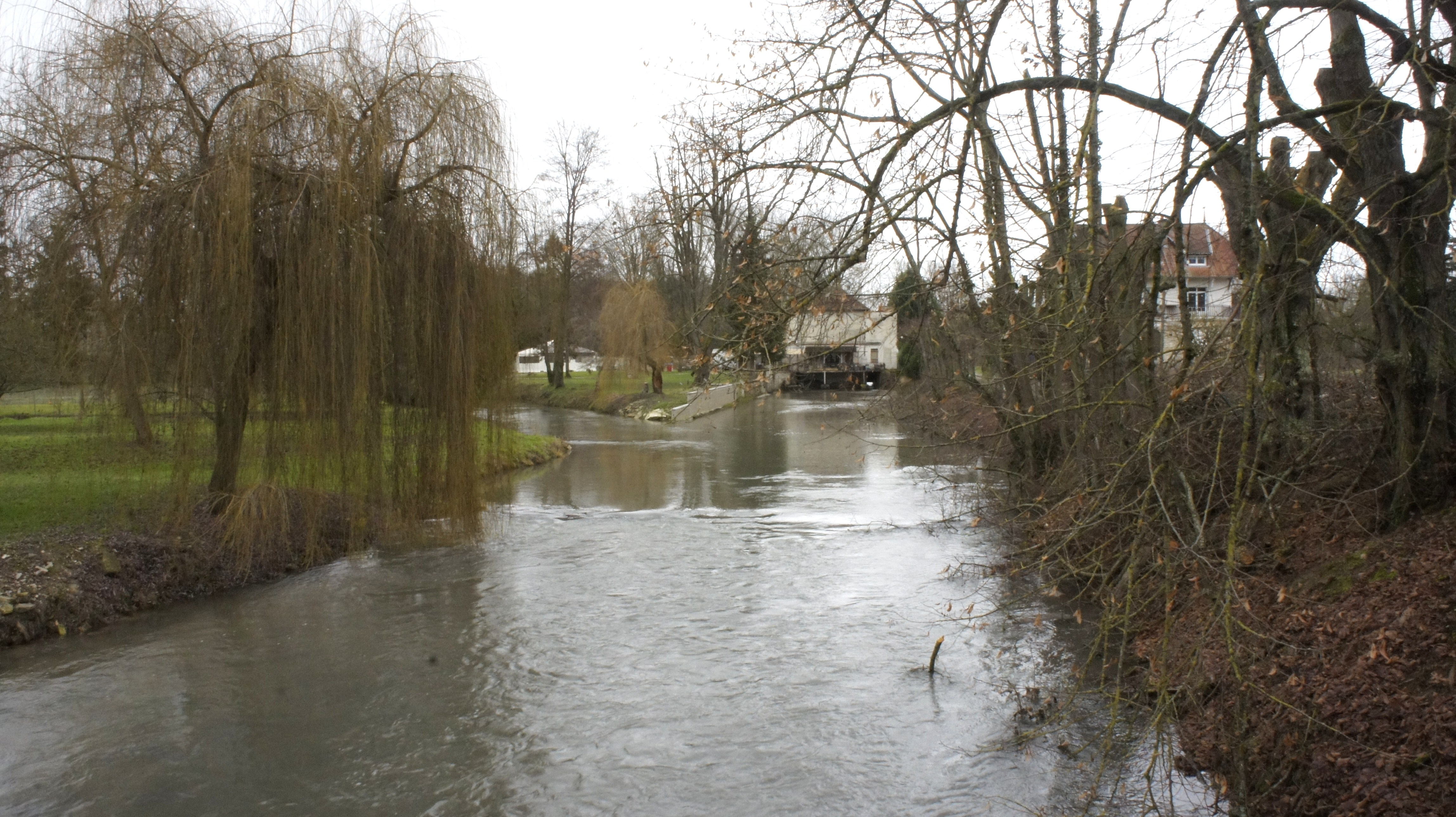
La Suippe à Auménancourt.

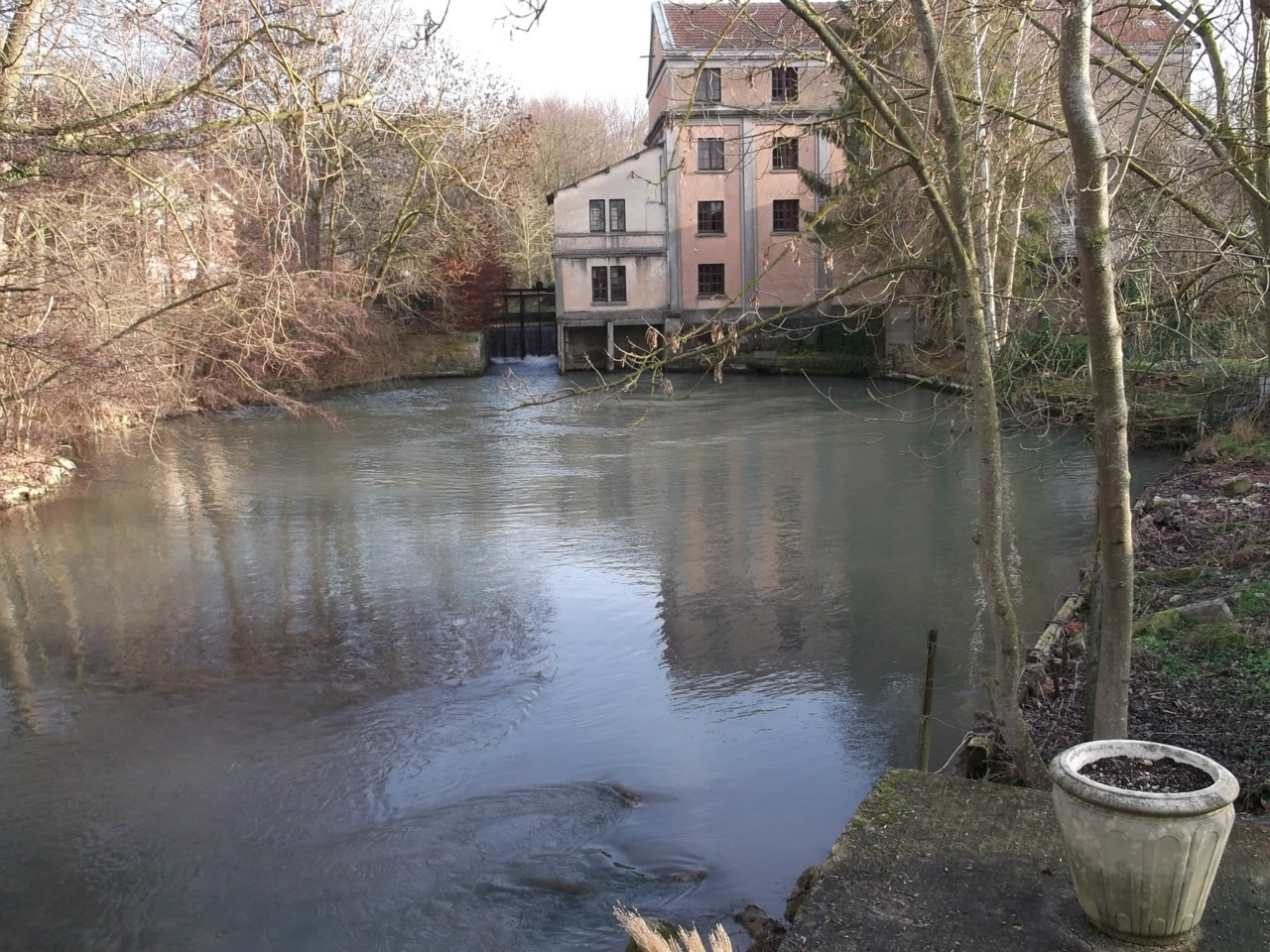
moulin d'Heutrégiville prise depuis le pont surplombant la Suippe.

### Étiage ou basses eaux
À l'étiage, le VCN3 peut chuter jusque 0,3 m3/s  en cas de période quinquennale sèche, à la suite de la baisse de niveau des eaux souterraines dont le débit de la rivière est en grande partie tributaire.

### Crues
Les crues ne sont jamais très importantes. La crue maximale enregistrée a été de 16,4 m3/s, le 11 avril 2001.
Le QIX 10 est de 13 m3/s, le QIX 20 de 15 m3/s et le QIX 50 de 17 m3/s, Les QIX 2 et QIX 5 valent respectivement 7,8 et 11 m3/s. D'où il ressort que les crues d'avril 2001 dont il a été question plus haut, étaient d'ordre cinquantennal, et donc assez exceptionnelles.

### Lame d'eau et débit spécifique
La lame d'eau écoulée dans le bassin est de 171 millimètres annuellement, ce qui est faible et nettement moindre que la moyenne de l'ensemble du bassin versant de la Seine (240 millimètres par an). Le débit spécifique (Qsp) tombe dès lors à seulement 5,4 litres par seconde et par kilomètre carré de bassin (contre 7 pour le bassin de la Seine).

### Hydroélectricité
Des centrales de production électrique existent à Heutrégiville, Boult-sur-Suippe et à Bazancourt.

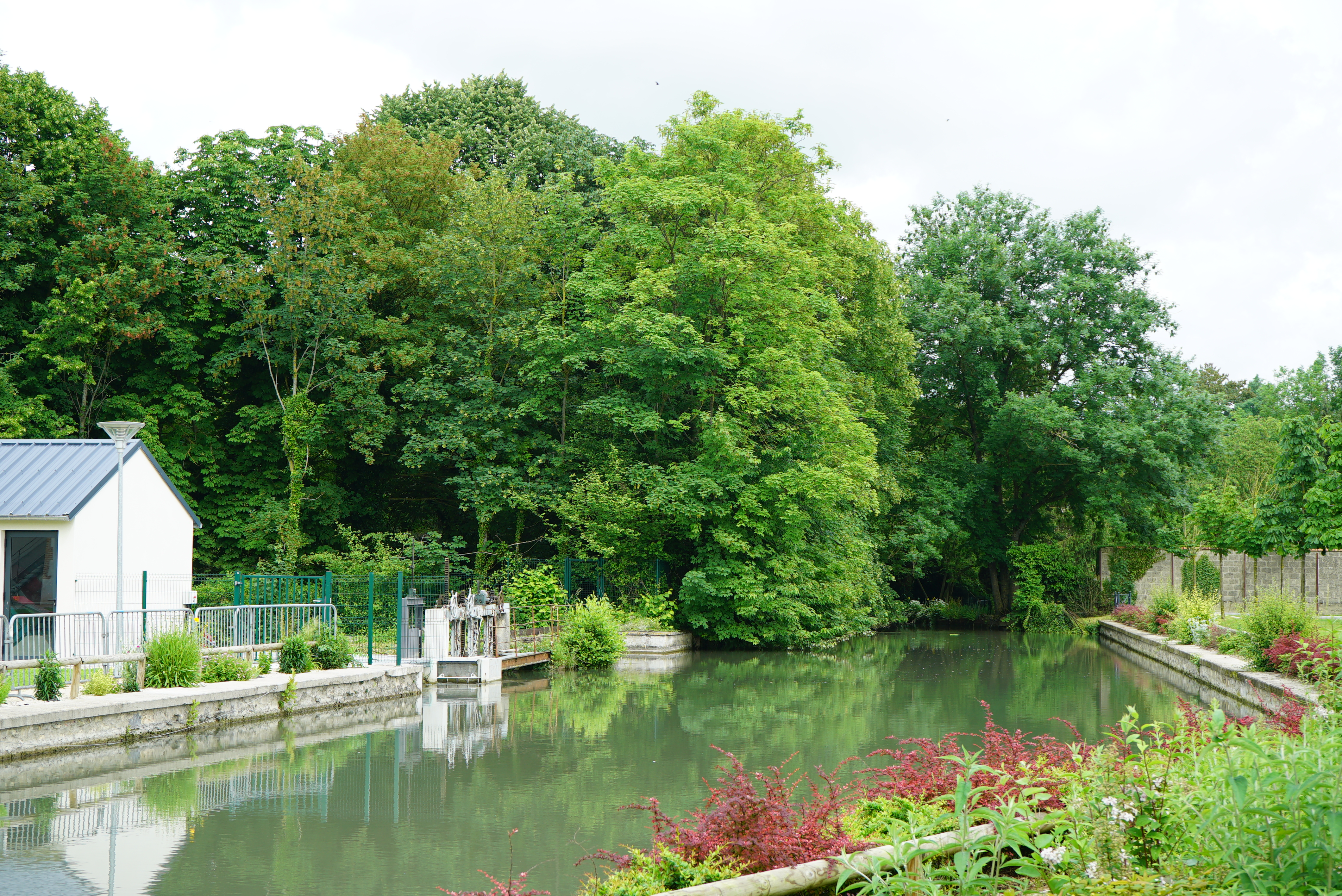
Barrage et usine à Bazancourt,
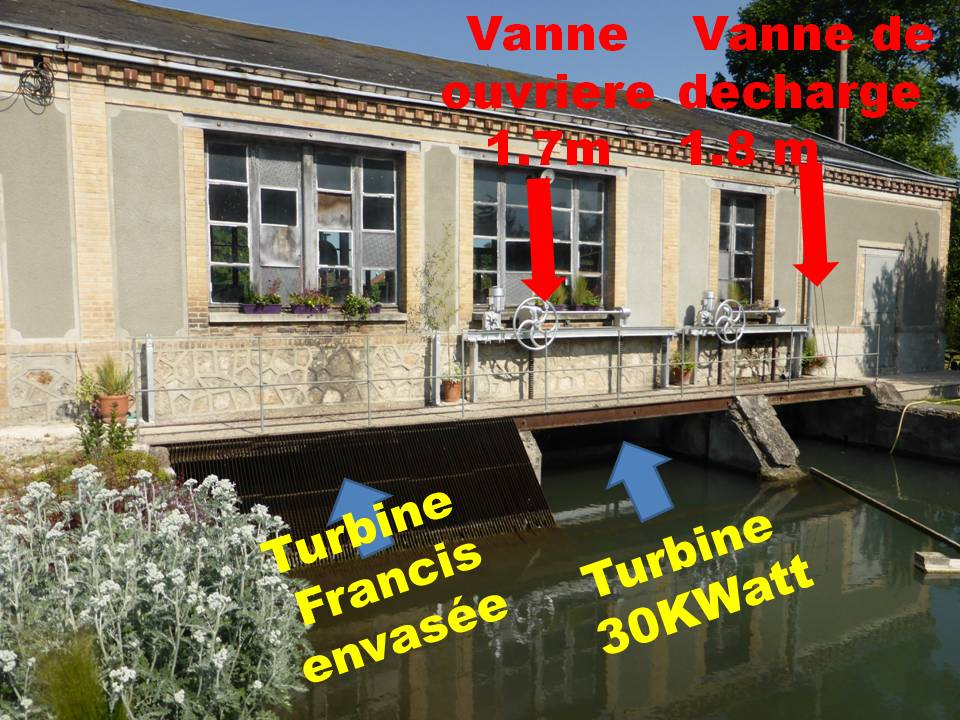
Moulin hydro-électrique de Boult-sur-Suippe.

## Aménagements et écologie

### La faune de la Suippe
On retrouve de nombreux poissons comme la truite, l'ombre, le 
vairon, le chabot, la loche franche, la lamproie, le goujon, le brochet, la perche, le chevesne, la vandoise, le gardon et l'anguille.

### Histoire
La rivière fut du Ier au IVe siècle la source qui abondait l'aqueduc de Reims.